# Mike Chaloupka
Mike Chaloupka (* 27. Juni 1971 in Mississauga, Ontario) ist ein kanadischer Volleyball- und Beachvolleyballspieler.

## Karriere Halle
Chaloupka spielte in den 1990er Jahren Hallenvolleyball bei europäischen Vereinen. Bis 1995 war der Außenangreifer beim französischen Spitzenklub Paris UC aktiv und spielte danach eine Saison in der italienischen Serie A2 bei Sira Cucine Falconara. Von 1996 bis 2000 kam er beim deutschen Bundesligisten SV Bayer Wuppertal zum Einsatz und wurde hier 1997 Deutscher Meister. Chaloupka hatte außerdem 120 Einsätze in der kanadischen Nationalmannschaft.

## Karriere Beach
Parallel zu seiner Hallenkarriere spielte Chaloupka auch Beachvolleyball. Auf der FIVB World Tour hatte er an der Seite von Mark Heese 1992 in Almería mit Platz neun sein bestes Ergebnis. Während seiner Zeit in Wuppertal spielte Chaloupka auch erfolgreich bei den deutschen Meisterschaften in Timmendorfer Strand. Mit Andreas Scheuerpflug wurde er 1997 deutscher Vizemeister und mit Wolfgang Kuck belegte er ein Jahr später Platz drei. Von 1999 bis 2001 spielte Chaloupka mit Ahren Cadieux auf der World Tour, ohne vordere Platzierungen zu erreichen. Bei den Weltmeisterschaften 2001 in Klagenfurt landeten Cadieux/Chaloupka auf Platz 33.